# Leutenhof
Leutenhof ist ein Gemeindeteil des oberschwäbischen Marktes Dirlewang im Landkreis Unterallgäu in Bayern. 

## Lage
Der Ort liegt etwa 2,5 Kilometer südöstlich des Hauptortes und ist mit diesem über Gemeindestraßen verbunden. Westlich verläuft das Kammlachbächlein, ein Zufluss der Mindel. Nördlich von Leutenhof liegt der Bannholzwald, südlich der Mühlwald. Im Osten der Einöde verläuft die Bundesstraße 16. 
Den Namen erhielt der Ort von dem alten Hofnamen „zu der Liten“, was an der Leite oder auch am Hange bedeutet. Dies deutet auf den Hang im Osten des Ortes hin. Erstmals wurde die Einöde 1432 als Erblehen der Herrschaft Mindelheim erwähnt. Hierbei wurde Peter Scheffler mit dem Erblehen von Ulrich von Teck der Herrschaft Mindelheim belehnt. In Privatbesitz gelangte der Bauernhof 1667 beim Verkauf an Georg Hörterich aus Dorschhausen. Auf dem Hof wurde am 29. März 1705 der Orgelbauer Johann Georg Hörterich geboren. Seit dem 1. April 1956 ist der Hof im Besitz einer anderen Familie.